# Citrus latipes
Espèce
Classification phylogénétique
Citrus latipes, kashi papeda est un agrume endémique du plateau de Shillong, des montagnes de Khasi au Meghalaya, de l'Assam et du Nagaland en Inde et dans les montagnes de Birmanie. La plante n'est pas cultivée. Elle est souvent donnée comme synonyme du combava (C. hystrix). Elle est remarquablement adaptée à l'altitude jusqu'à 1 800 m et est utilisée par les populations locales.

## Dénomination
A. Guillaumin (1914) écrit dans sa description du combava (C. hystrix) «Cette espèce est largement répandue à l'état sauvage depuis Citrus Hystrix, suivant les stations elle a été nommée Citrus latipes Hooker fils et Thomson, Citrus macroptera Montrouzier, Limon agrestis, Papeda et férus Rumphius, Limon Swangy Valentini, Papeda Rumphii Hasskarl et il montre la différence bien visible entre les feuilles», souvent encore on rencontre les deux plantes comme synonymes et confondues.
Elle est également rangée dans les Ichang papeda avec Citrus ichangensis subsp. Latipes Swing.
Citrus latipes (Swingle) T. Tanaka 1929 est reconnu par EOL Dynamic Hierarchy en avril 2022 et Citrus latipes (Swingle) Yu. Tanaka par Plant list en 2013 et Catalogue of Life en février 2023. Latipes vient du latin latus (large) et pes (pied).
Le nom local est Soh Kymphor Shrieh en langue Khasi (Soh-Shyrkhoit fruit-singe); il est utilisé par Tanaka (1936), et Sa Bah en langue Jaintia. Indonesien: Jeruk india. Thaï: Som lawo. En Inde: Sat-kara (Assam), Suh-kymphorshireh en Kannada, Heiribob au Manipur.

## Phylogénie

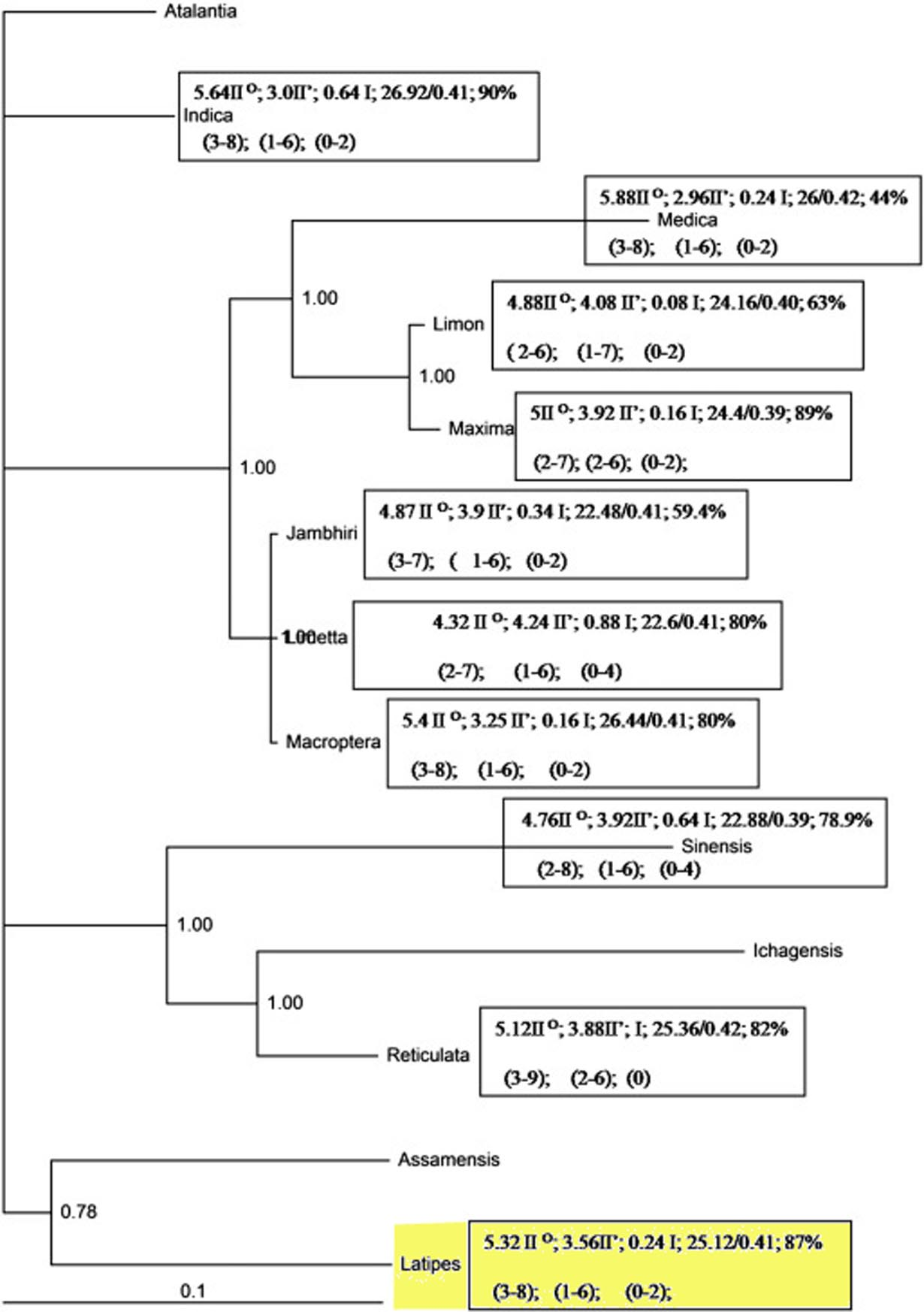
Arbre phylogénique par Marlykynti Hynniewta et al. proximité de C. latipes et de C. macroptera

Nicolosi et al. (2000) montrent l'appartenance de C. hystrix au groupe Micrantha avec C. micrantha, C. macroptera et C. latipes, tous font partie du sous-genre Papeda.
En 2014, un séquençage par Marlykynti Hynniewta et al. confirment les conclusions antérieures: Cytogénétiquement, C. macroptera et C. latipes sont proches. En revanche «la taille du génome de C. ichagensis est considérablement plus grande» que celle de C. latipes et de C. macroptera. C. ichagensis diffère des deux taxons papediens. 3 groupes principaux sont isolés chez les Citrus du nord-est de l'Inde:
- ensemble majeur I avec 2 sous-clusters: C. medica , C. maxima et C. limon et Ib C. limetta , C. jambhiri et C. macroptera.
- ensemble majeur II avec C. latipes et C. assamensis,
- ensemble majeur III avec sous-clusters, IIIa C. reticulata , C. ichagensis et C. sinensis et IIIb C. indica[13].

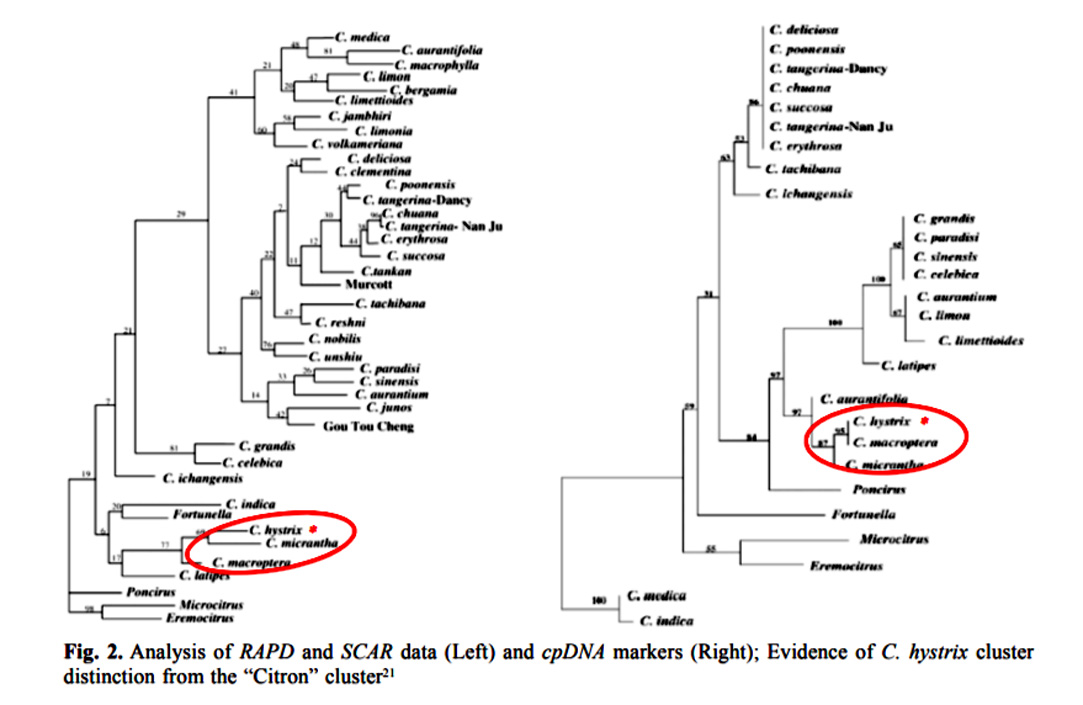
Le cluster C. hystrix (2017) avec la mise en évidence de la distance génétique de C. latipes chez Farid Agouillal et al.

En 2017, Farid Agouillal et al. mettent en évidence un cluster C. hystrix avec une forte proximité C. hystrix - C. micrantha. Ils forment une sous population qui a divergé de C. macroptera, la spéciation de C. latipes étant antérieure. A noter que C. latipes a lui-même divergé de Fortunella (les kumquats) et de C. indica.

## Description
A.K. Jain (2016) donne les différences visibles entre le combava et kashi papeda: feuilles et fruits plus petits, fruit avec beaucoup de pépins (30 à 60 graines/fruit) et une peau plus épaisse, feuille moins pointue. Tanaka décrit les fruits de 2 variétés l'un de 70 à 140 g l'autre de 220 à 340 g (nettement plus qu'un combava dans les 2 cas), le fruit est légèrement aplati, peau un peu épaisse et dense, 9 segments assez grands. Le fruit décrit par Swingle (1913) est petit: 5 cm de diamètre, une peau épaisse de 5 à 6 mm. La fleur est ouverte mesure 1,5 cm de diamètre; 4 pétales épais, 18 à 20 étamines. L'arbre est épineux taille jusqu'à 5 m.

### Usage alimentaire
Le fruit de C. latipes a un goût aigre-amer et n'est généralement pas consommable tel quel, en revanche on mentionne des collations de morceaux de fruit mélangés avec des feuilles de moutarde et une forte dose de piments, du sucre et du sel.

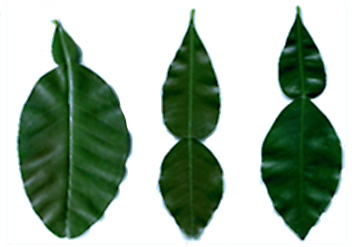
de gauche à droite, feuille de pamplemoussier, de C. latipes et de leur hybride

### Usage en ethnomédecine
Chez les Khasi de Laitjem et Sadew la décoction de feuille sert de bain pour soulager le rhume, la fièvre, les maux de corps et les maux de tête. Les fruits pelés et bouillis donnent une décoction est utilisée pour traiter les troubles de l’estomac et de peau. La décoction diluée est bue pour traiter les problèmes digestifs, appliquée en lotion pour soulager la peau gercée ou sèche et pour éliminer les taches cutanées. En cas de rhume et de fièvre le jus du fruit est appliqué sur le front et le nez.
Heiribob séché condimenté à la badiane, salé et sucré au miel est réputé traiter les calculs rénaux une démonstration in vitro a été publiée.

### Citriculture
C. latipes présente une tolérance au HLB. Dans le cadre de la lutte contre Diaphorina citri , vecteur du HLB, des hybridations entre C2-5-12 Pummelo (Citrus maxima (L.) Osbeck) × pollen de Citrus latipes ont été réalisées en Floride. Un de ces hybrides à la canopée compacte et dressée attirait D. citri, d'où le projet de planter des haies comme arbre coupe-vent et piège pour D. citri.

### Huile essentielle
Le parfum et le profil volatil sont singuliers. Une étude comparative (HE de feuille) avec 14 agrumes communs montre (2015) que C. latipes est la variété avec les niveaux les plus élevés en monoterpènes, en aldéhydes aliphatiques, en aldéhydes totaux et en alcools monoterpéniques et la deuxième variété la plus élevée en termes de matières volatiles totales.
Les principaux composés volatils sont le néral (24,6 %), l'undécanal (19,5 %), le linalol (7,6 %), α- et β-phellandrène (11,4 %) le d -limonène (10,5 %) et le δ-élémène ( 5,7 %). Les auteurs le rapproche de Severina buxifolia  et de Poncirus trifoliata.

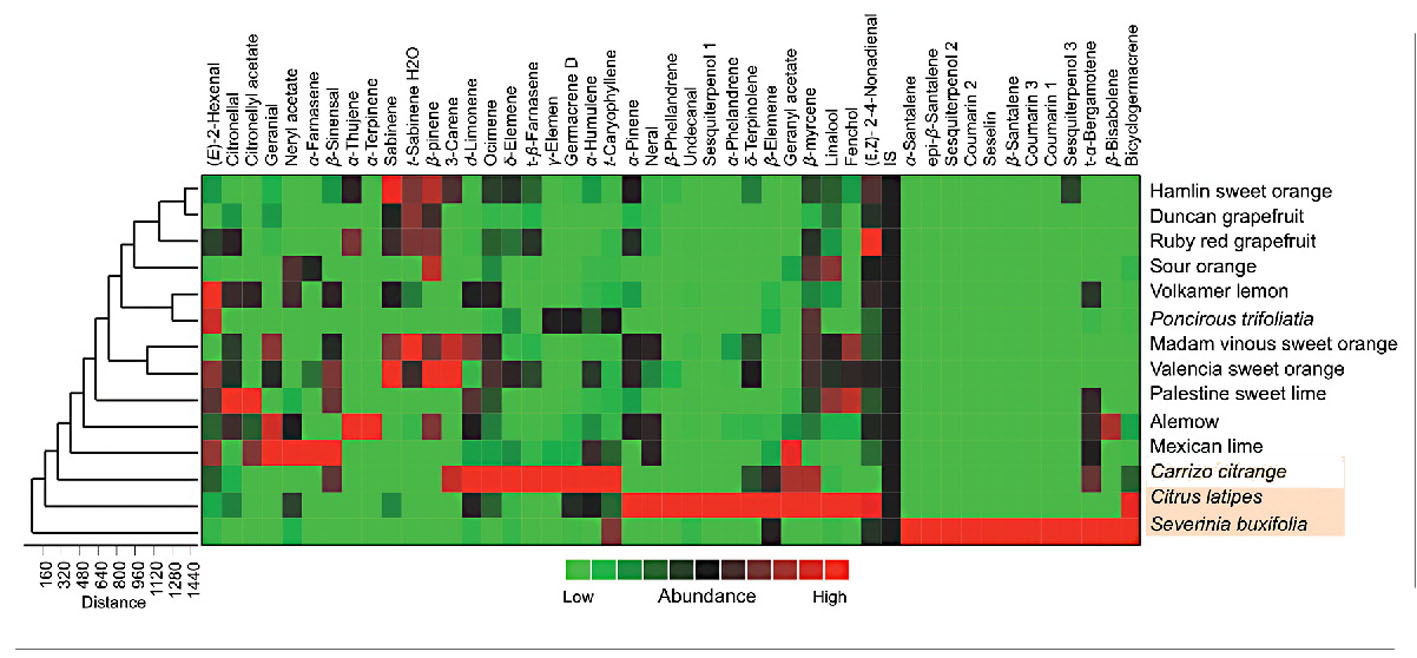
Composés volatils de différentes variétés d'agrumes. Rouge très abondant. C latipes en bas singulier comme S buxifolia

## Écologie
L'espèce est classée en liste rouge de l'UICN: Espèce quasi menacée